# Pachycheles pisoides
Pachycheles pisoides är en kräftdjursart som först beskrevs av Carl Bartholomäus Heller 1865.  Pachycheles pisoides ingår i släktet Pachycheles och familjen porslinskrabbor. Inga underarter finns listade i Catalogue of Life.